# Le Grand Quai au Havre
Le Grand Quai au Havre est une huile sur toile du peintre impressionniste français Claude Monet conservée au musée de l'Ermitage de Saint-Pétersbourg. Elle date de 1874 et mesure 61 × 81 cm.

## Description
Monet fait un séjour à l'automne 1874 dans sa ville natale du Havre afin de préparer une exposition à venir. Ce tableau, qui paraît inachevé, représente le Grand Quai du port du Havre avec les bureaux administratifs, les ballots de marchandises et de nombreux navires dont les mâts et les cheminées s'élèvent comme une forêt dense, tandis qu'une foule laborieuse s'agite sur le quai. C'est l'une des quatre vues du port du Havre que l'artiste réalise pendant ce séjour. Outre celle de Saint-Pétersbourg, l'une se trouve dans une collection privée et les deux autres aux États-Unis : au musée d'Art du comté de Los Angeles et au Philadelphia Museum of Art.

## Histoire
Ce tableau faisait partie de la collection de l'Allemand Otto Krebs. Elle a été confisquée par l'Armée rouge à la fin de la Seconde Guerre mondiale en tant que réparation des dommages de guerre infligés à l'Union soviétique. Elle a été montrée au public à partir de 1995.